# Limnophora patellifera
Limnophora patellifera este o specie de muște din genul Limnophora, familia Muscidae. A fost descrisă pentru prima dată de Villeneuve în anul 1911. Conform Catalogue of Life specia Limnophora patellifera nu are subspecii cunoscute.